# Radio Benelux
Radio Benelux is een Belgische lokale radiozender in het Limburgse Paal-Beringen.

## Geschiedenis
Op paasdag 6 april 1980 startte Radio Benelux met zijn eerste officiële uitzending. De maanden ervoor werd door de buurjongens Jos Kenens en Johan Vanhees geëxperimenteerd met een eigen gebouwde radiozender. Jos en Johan waren vooral geïnteresseerd in CB en techniek. Als eerste dj werd Walter Jacobs alias Tom Vandermeer aangezocht. Gewapend met een cassettespeler, een primitieve zender en een vishengel als antenne werden op de Klitsberg in Paal de eerste liedjes de ether in gestuurd. Radio Benelux was meteen een groot succes. Vrije radio’s schoten begin jaren tachtig als paddenstoelen uit de grond als alternatief voor de saaie BRTN. Radio Benelux groeide snel. Na het avontuur op de Klitsberg werd gezocht naar een echte studio. Eerst in het tuinhuisje bij Peter Vandebergh in de Kapelstraat, later in het kolenkot van Frans Kenens, de pa van Jos. Het eenjarig bestaan van Radio Benelux werd gevierd in het Klaverblad van Lummen voor een bomvolle zaal.

### Van garage naar studio
In 1988 Het kolenkot werd te klein en eigenhandig werd met gesponsorde materialen de garage van Frans Kenens ingepalmd en omgebouwd tot een echte radiostudio. Verschillende dj’s en presentatoren werden aangetrokken en vele jongens en meisjes hebben de eerste mediastappen gezet bij Radio Benelux. Het lijstje is lang.
Annemie Peeters presenteerde eerst op Radio Benelux vooraleer ze een van de coryfeeën werd van Radio 1. Haar broer Marnix is uitgegroeid tot een gerenommeerd journalist en werkt voor Het Laatste Nieuws. Gert Gommé werd door zijn sportverslaggeving op Radio Benelux opgemerkt door de VRT en werkte lange tijd voor Radio 1. Later vertrok hij naar TV Limburg en op dit moment is Gert vooral gekend als tennisverslaggever bij Sporza. Hans Put was ook een van de medewerkers van het eerste uur en werkte mee aan het milieu- en natuurprogramma. Hij was freelancer voor Concentra, Havana en Kanaal Z. Op dit moment is hij verantwoordelijk voor het economisch programma Limburgatwork bij TV Limburg en verzorgt hij de redactie reizen voor Jet Magazine.
Luc Moons begon zijn carrière bij concurrent Radio Actief in Koersel maar kwam uiteindelijk bij Radio Benelux terecht. Hij werkte voor Concentra, RTL Nederland en is nu videojournalist en eindredacteur bij TV Limburg. Luc verwoordt het zo: “Radio Benelux was voor mij zonder meer het opstapje naar mijn huidige job. Hard gewerkt, met veel bezieling en vol overgave, bijna dag en nacht maar nooit met tegenzin. Ik heb er zoveel uren gepresenteerd en geïnterviewd. Ik heb er het vak geleerd en zonder Benelux werkte ik nu niet voor TV Limburg. Ik ben Radio Benelux dankbaar voor de kansen, de vriendschappen, de lol die we mochten beleven. En jong en onbezonnen als we waren moet ik ook Achiel Vanhees bedanken voor het geduld met die jonge welpen.” Cris Jansen begon zijn lange mediacarrière ook in het kolenkot van Frans Kenens en is nu actief bij mediabedrijf Concentra. Gert Reynders is coördinator van het GoedNieuws katern van het Belang van Limburg. Koen van Parijs groeide uit tot een echte mediaspecialist en is stafmedewerker bij Concentra Media. Hugo Foets werkt bij management- en boekingskantoor King en is manager van o.a. Dana Winner en Frans Bauer. Chantal Torbeyns begon als promomeisje en nieuwslezeres bij Radio Benelux en kreeg zo de smaak van het mediawereldje te pakken, ze werkte voor TV Limburg en VTM. Nu is ze aan de slag bij productiehuis Havana in Hasselt. Verschillende andere medewerkers zijn nog steeds actief als radiopresentator, voice-over of dj bij Radio Benelux of andere stations. Voor het Nederlandstalig uurtje werd beroep gedaan op Salim Seghers, Cliff Rilly en Dana Winner.

### Eindelijk Legaal
Het succes van de vrije radio’s inspireerde de BRT tot de oprichting van Studio Brussel in 1983. Meteen de eerste grote concurrent van de lokale radio’s. Maar ook deze laatsten beconcurreerden elkaar. Het zendbereik werd door de wildgroei danig ingeperkt. De overheid deed de rest. Vrije radio’s konden een vergunning krijgen. Een lijvig dossier werd naar Brussel gestuurd en Radio Benelux werd een officiële lokale radio. Maar dat had zijn gevolgen. Het zendbereik mocht niet meer groter zijn dan acht kilometer. Amper genoeg om Beringen volledig te dekken. Storingen van Waalse, Duitse of andere lokale zenders bezorgden Radio Benelux kopzorgen maar taai als ze zijn, bleven zij vechten voor hun station. Radio Benelux bleef begin in de jaren tachtig ontzettend populair. Roadshows, bals , allerlei evenementen en een volwaardige programmering zorgden voor een solide basis. Men was betrokken bij alle grote evenementen in de regio. Spraakmakende debatprogramma’s bleven de aandacht trekken. Zo presenteerde Mike Morris lang het praatprogramma Galgestraat 8. Maar ook Gert Gommé en Luc Moons zetten Radio Benelux op de journalistieke kaart met Galgestraat 8. Zo haalde het KS-Debat in 1987 het nationaal nieuws. Een grote verkiezingsshow in 1988 in het OC De Buiting lokte zowel kijkers als luisteraars. De sportredactie van Radio Benelux groeide uit tot een goot team van enthousiaste medewerkers. Een van de gekende namen was Gilbert Vanutte, nu nog altijd een eminentie op het gebied van rally- en autosport en werkzaam bij Sporza Radio en Rallyworld.

### Van Galagestraat naar Deurnestraat
In 2017 moest Radio Benelux de locatie in de Galgestraat verlaten omdat Frans Kenens het huis verkocht. Hierdoor startten ze met een volledig nieuwe studio in de voormalige parochiezaal in Brelaar – Heide (Paal).

### Nieuw frequentieplan
Door het nieuwe frequentieplan, dat inging op 1 januari 2018, wijzigde het zendbereik van Radio Benelux. Hierdoor valt de zender te beluisteren op 107,5 FM in de regio Lummen, 105,0 FM in de regio Heusden-Zolder en 105.5 FM in de regio Halen.

## Nederland
Radio Benelux was ook een voormalig radiopiraat en radiostation in Nederland.
In Nederland was Radio Benelux een regionale radiozender van Stadsradio Groep Den Bosch. Radio Benelux verzorgde radioprogramma's voor Avulo FM (gemeente Vught) en GLOS (gemeente Sint-Michielsgestel).
Stadsradio Groep Den Bosch stopte per 1 maart 1999 met uitzenden van programma's van Radio Benelux. De reden om te stoppen was een bezwaar van het Commissariaat voor de Media. Deze had al herhaaldelijk bezwaar tegen het radiostation gemaakt en ook boetes opgelegd in verband met de mediawet (1988). Deze wet schrijft voor dat lokale omroepen 50 procent van de zendtijd moeten besteden aan informatie en cultuur. Radio Benelux voldeed daar niet aan volgens het Commissariaat.
Directeur van de Stadsradio Groep Den Bosch, Jan Tiebosch is daarna gestart met het commerciële radiostation, Radio 8FM.